# Southport
Southport – miasto w północno-zachodniej Anglii, w hrabstwie metropolitalnym Merseyside, w dystrykcie Sefton, położone nad Morzem Irlandzkim, około 32 km na północ od Liverpoolu. W 2021 roku miasto liczyło 94 440 mieszkańców.